# Fama (mitologia)

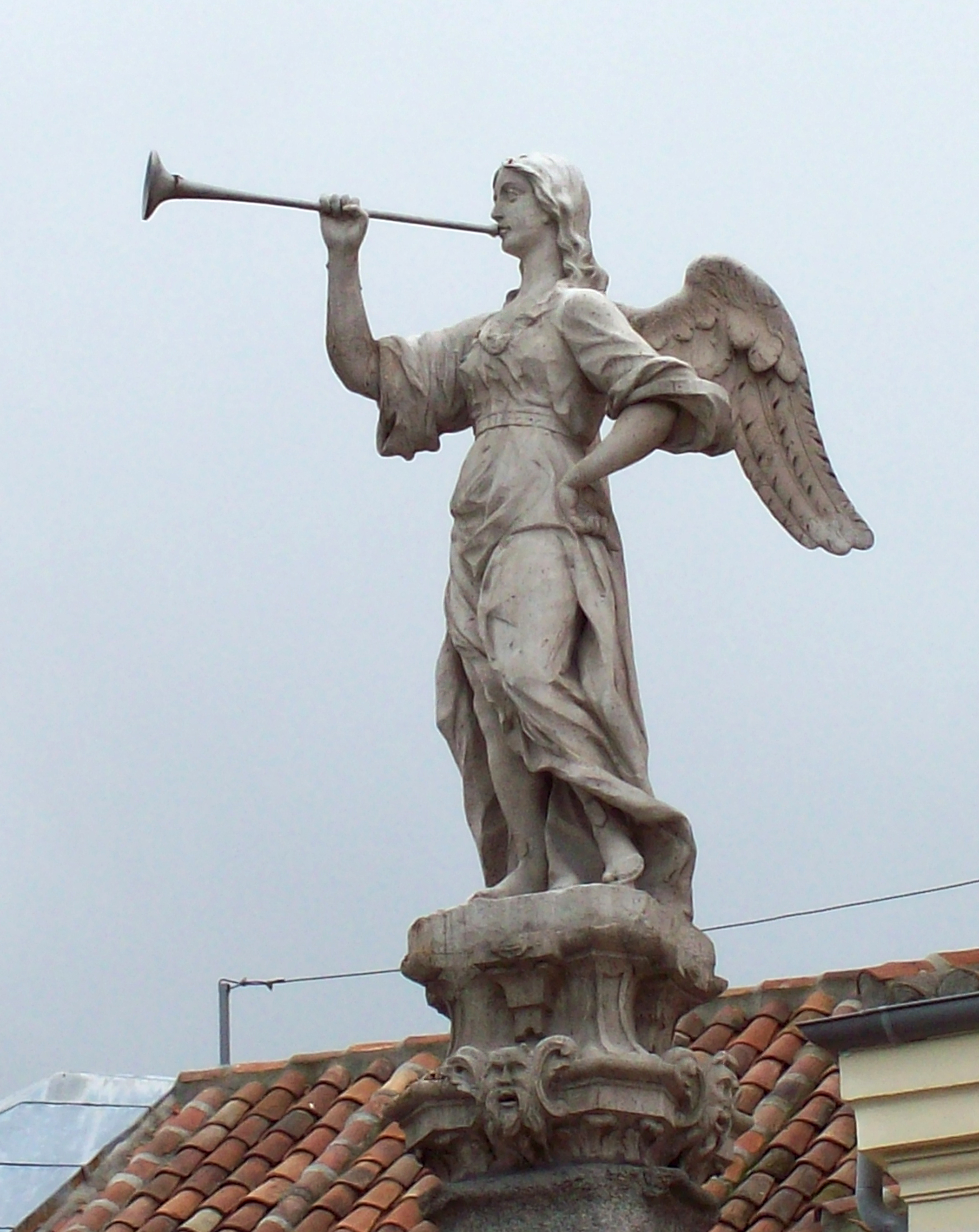
Fuente de la Fama (Madrid).

Segons la mitologia romana, Fama va ser una divinitat al·legòrica romana.
Virgili explica que la Fama, és a dir la "veu pública", va ser engendrada per Gea, la Terra després de Ceu i Encèlad. La descriu com una donzella amb unes ales cobertes d'ulls i de boques i que es desplaça volant amb gran rapidesa.
Ovidi s'imagina que aquesta divinitat viu al centre del món, allà on s'ajunten el cel, la terra i el mar, en un palau sonor de bronze, amb mil obertures per on hi entren totes les veus, incloses les més febles. Aquest palau sempre està obert i retorna amplificades les paraules que li arriben. La Fama tot ho veia i tot ho sentia, i des d'allà escampava les notícies que li venien, fossin certes o falses. Vivia envoltada per la Credulitat, l'Error, la Falsa Alegria, el Terror, la Sedició i els Falsos Rumors, i vigilava el món sencer des del seu palau.